# Louise Carnegie Memorial Gateway

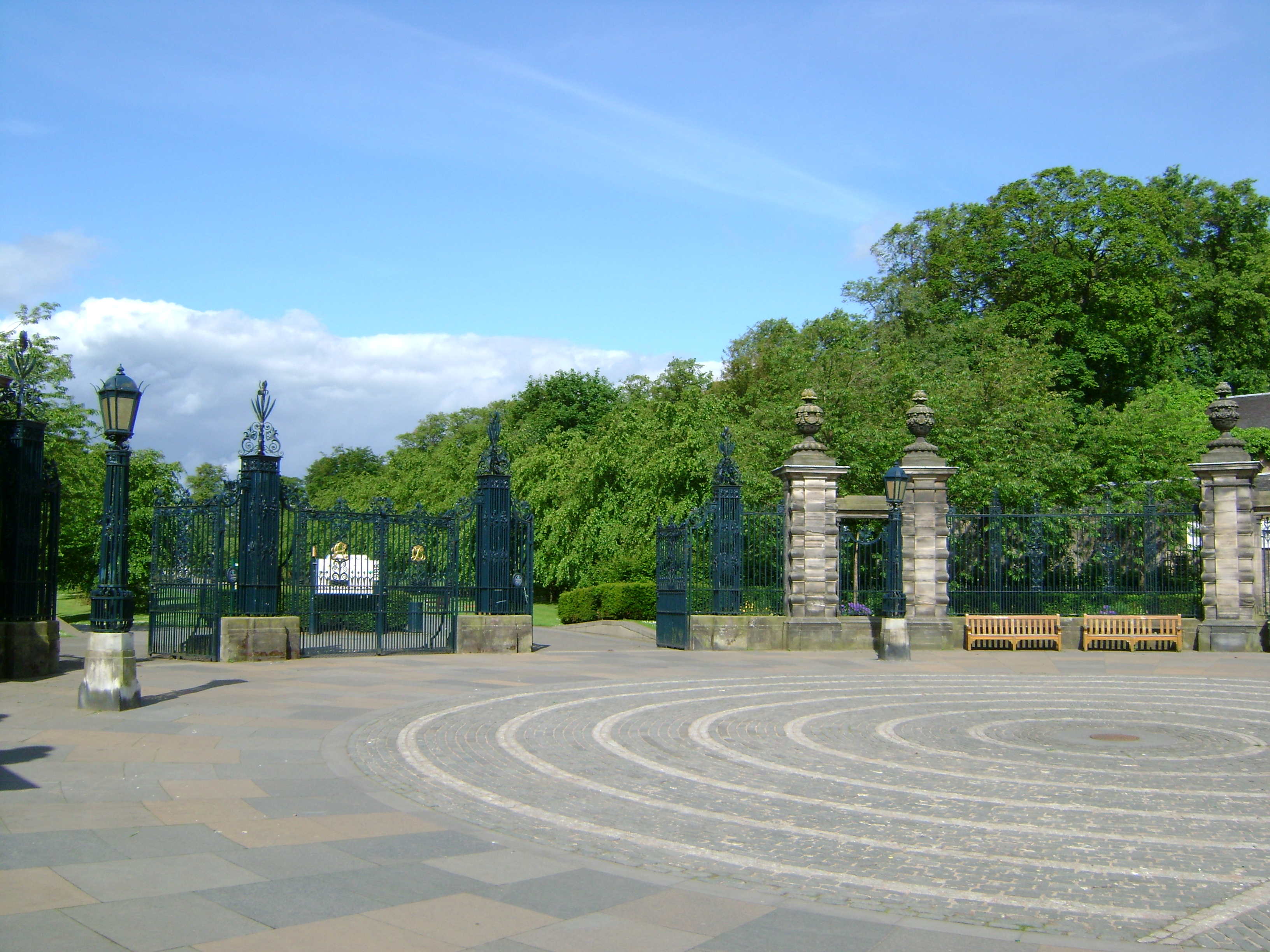
Louise Carnegie Memorial Gateway

Der Louise Carnegie Memorial Gateway befindet sich in der schottischen Stadt Dunfermline in der Council Area Fife. 1971 wurde das Bauwerk als Einzeldenkmal in die schottischen Denkmallisten in der höchsten Denkmalkategorie A aufgenommen.

## Geschichte
Andrew Carnegie erwarb im Jahre 1902 das Herrenhaus Pittencrieff House. Die zugehörigen Parkanlagen sind zwischenzeitlich als Pittencrieff Park öffentlich zugänglich. Das Louise Carnegie Memorial Gateway wurde zwischen 1927 und 1929 als Eingangstor in den Park errichtet. Es ist nach Carnegies Witwe Louise Carnegie benannt. Jedoch ist die Bezeichnung „Memorial Gateway“ (Gedächtnistor) irreführend, da es noch zu Lebzeiten Louise Carnegies errichtet wurde. Die Arbeiten wurden nach einem Entwurf von Jamieson & Arnott durchgeführt. Für die Gestaltung der schmiedeeiserne Elemente zeichnet Thomas Hadden verantwortlich. Bei den Metallarbeiten wurde teils auf vorhandene, zu Beginn des Jahrhunderts entstandene Elemente zurückgegriffen.

## Beschreibung
Das Louise Carnegie Memorial Gateway befindet sich nahe dem Rathaus von Dunfermline in der Nähe des Stadtzentrums. Es liegt am Nordostrand des Pittencrieff Parks und bildet seinen Haupteingang. Das Neobarocke Bauwerk ist im Stile der Barockarchitektur um 1700 gestaltet. Der detailliert ausgestaltete, schmiedeeiserne Zaun mit drei Paaren schmiedeeiserner Torpfosten umschmiegt einen halbrunden Vorplatz. Zu den Ornamenten zählen Blumen, Früchte, Blattwerk und Rollen. Das innere Tor zeigt außerdem die Initialen AC und LC des Ehepaars Carnegie. Verschiedene Steinpfeiler mit quadratischen Grundrissen, jedoch ohne Tore, bestehen aus hellem Sandstein. Die gebänderten Pfosten sind mit stilisierten Pilastern, Friesen und gekehlten Kapitellen gestaltet. Es sitzen aufwändig ornamentierte Urnen auf.